# Apatanodes sociatus
Apatanodes sociatus là một loài Trichoptera trong họ Hydrobiosidae. Chúng phân bố ở vùng Tân nhiệt đới.
- Tư liệu liên quan tới Apatanodes sociatus tại Wikimedia Commons